# Fortune Brands
Fortune Brands était une holding américaine fondée en 1969 sous le nom d'« American Brands », renommée en 1997 et disparue en 2011. Son siège social se trouvait à Deerfield, dans l'Illinois. Elle était cotée sur le New York Stock Exchange avec le code FO.

## Historique
Fortune Brands est la société héritière d'American Tobacco Company, fondée en 1890, et renommée American Brands en 1969.
EN 1987, elle rachète l'entreprise de fournitures de bureau ACCO Brands. 
En 2005, elle prend le contrôle de l'entreprise américaine de spiritueux Jim Beam Brands Worldwide. 
La même année, en partenariat avec groupe Pernod-Ricard, elle rachète une partie des activités de Allied Domecq (20 marques pour 5 milliards de dollars). 
Le 8 décembre 2010, l'entreprise annonce qu'elle prévoit de se concentrer sur sa division boisson alcoolisées et de se séparer de ses autres activités, notamment ses divisions équipement pour la maison et golf,. À la suite de cette décision, elle vend ses marques de golf Titleist et FootJoy à Fila en mai 2011, puis le 3 octobre 2011, elle est scindée en deux entreprises cotées en bourse : Fortune Brands Home & Security (FBHS)  et Beam Inc. (BEAM).

## Anciennes divisions

### Maison
Fortune Brands détient de nombreuses marques dans le domaine de l'ameublement, de la quincaillerie et de l'isolation, dont Moen, Therma-Thru, Simonton, Master Lock, Waterloo et MasterBrand Cabinets.

### Vins et spiritueux
La holding regroupait toutes ses activités dans le secteur des vins et spiritueux dans sa branche Beam Global Spirits & Wine. Avec l'acquisition de nombreuses marques en 2005 lors du partage d'Allied Domecq avec le groupe Pernod Ricard, Fortune Brands se plaçait au quatrième rang mondial des groupes de vins et spiritueux, détenant notamment les marques Jim Beam, Courvoisier et Starbucks Coffee Liqueur.
Le 12 novembre 2007, le groupe Constellation Brands annonce le rachat au groupe Fortune Brands de ses opérations viti-vinicoles pour une somme de 885 millions de dollars. Le portefeuille inclut les vins Clos du Bois, mais aussi les marques Geyser Peak, Wild Horse, Buena Vista Carneros et Gary Farrell, représentant des ventes annuelles de l'ordre de 2,6 millions de caisses par an.

### Golf
Fortune Brands était le numéro un mondial dans le domaine du golf, détenant les marques Titleist, Cobra, Footjoy, Pinnacle et Scotty Cameron.